# Atli Steinarsson
Atli Steinarsson (ur. 30 czerwca 1929 w Reykjavíku, zm. 8 listopada 2017) – islandzki pływak specjalizujący się w stylu klasycznym, olimpijczyk.
Reprezentował Islandię w konkursie pływania 200 metrów stylem klasycznym na Letnich Igrzyskach Olimpijskich 1948, które odbyły się w Londynie. Ukończył konkurencję z czasem 3:02.3, zajął 6. miejsce. Jednocześnie odpadł w fazie eliminacji.